# 府中牝馬ステークス
府中牝馬ステークス（ふちゅうひんばステークス）は、日本中央競馬会（JRA）が東京競馬場で施行する中央競馬の重賞競走（GIII）である。2017年から2024年まで競馬番組表での名称は「アイルランドトロフィー府中牝馬ステークス」と表記されていた。
正賞は府中市長賞。

## 概要
現在中央競馬で行われる4歳（現3歳）以上の牝馬限定重賞競走としては、最も長い歴史を持つ。
1953年に「東京牝馬特別（とうきょうひんばとくべつ）」の名称で創設。その後名称は幾度かの変遷を経て、1992年から現名称となった。
創設時は東京競馬場の芝2000mでハンデキャップ競走として行われていたが、距離は1955年より芝1600mに、負担重量は1969年より別定に変更。1996年にエリザベス女王杯が古馬にも開放され4歳（現3歳）以上の牝馬限定戦に改められると、本競走は距離を芝1800mに延長し、エリザベス女王杯の重要な前哨戦として位置づけられた。2014年から2024年までは、本競走の1着馬にエリザベス女王杯の優先出走権が与えられていた。
2025年より前年まで開催されていたマーメイドステークスの競走条件を引き継ぎ、開催時期を6月、さらに負担重量をグレード別定からハンデキャップに変更されることになった。
外国産馬は1994年から、地方競馬所属馬は1996年からそれぞれ出走可能になり、2005年からは外国馬も出走可能な国際競走となった。

### 競走条件
以下の内容は、2025年現在のもの。
出走資格：サラ系3歳以上牝馬
- 2024年6月15日以降2025年6月14日まで1回以上出走馬
- JRA所属馬（外国産馬含み、未勝利馬・未出走馬を除く）
- 地方競馬所属馬（2頭まで）
- 外国調教馬（優先出走）

負担重量：ハンデキャップ

### 賞金
2025年の1着賞金は3800万円で、以下2着1500万円、3着950万円、4着570万円、5着380万円。

## 歴史
- 1953年 - 4歳以上の牝馬による重賞競走として「東京牝馬特別」の名称で創設、東京競馬場の芝2000mで施行[5]。
- 1964年 - 名称を「東京タイムズ杯 東京牝馬特別」に変更[5]。
- 1965年 - 名称を「東京タイムズ杯 牝馬特別」に変更[5]。
- 1967年 - 名称を「牝馬東京タイムズ杯」に変更[5]。
- 1984年 - グレード制施行によりGIII[注 1]に格付け[5]。
- 1992年 - 名称を「府中牝馬ステークス」に変更[5]。
- 1994年 - 混合競走に指定、外国産馬が出走可能になる[7]。
- 1996年 - 指定交流競走となり、地方競馬所属馬（エリザベス女王杯の出走候補馬）が出走可能になる[7]。
- 2001年 - 馬齢表示の国際基準への変更に伴い、出走資格を「3歳以上牝馬」に変更。
- 2005年 - 国際競走に指定、外国調教馬が5頭まで出走可能になる[7]
- 2007年 - 日本のパートI国昇格に伴い、外国馬の出走枠を9頭に拡大[9]。
- 2011年 - 日本グレード格付け管理委員会の承認を得て、GIIに格上げ[5]。
- 2014年 - この年から1着馬にエリザベス女王杯の優先出走権を付与[5]。
- 2017年 - 日本とアイルランドの外交樹立60周年を記念し、名称を「アイルランドトロフィー府中牝馬ステークス」に変更[10][注 2]。
- 2025年 - 前年まで阪神競馬場で開催されていたマーメイドステークスの施行時期（6月）・重賞格付（GIII）・負担重量（ハンデキャップ戦）を引き継ぎ、東京競馬場で従来の芝2000mから本競走に合わせ芝1800mに短縮される形で「府中牝馬ステークス」として実施、回次は本競走に基づき第73回となり、併せて施行日は2011年以来の日曜日に変更となる。
  - なお前年までの府中牝馬ステークスに相当する競走は、引き続き同時期に名称を「アイルランドトロフィー」に変更して実施される[11]。

### 歴代優勝馬
コース種別を表記していない距離は、芝コースを表す。
優勝馬の馬齢は、2000年以前も現行表記に揃えている。
競走名は第11回まで「東京牝馬特別」、第12回は「東京タイムズ杯東京牝馬特別」、第13回・第14回は「東京タイムズ杯牝馬特別」、第15回から第39回は「牝馬東京タイムズ杯」、第65回から第72回は「アイルランドトロフィー府中牝馬ステークス」、その他の回次は「府中牝馬ステークス」。
| 回数   | 施行日         | 競馬場 | 距離  | 優勝馬             | 性齢 | タイム | 優勝騎手     | 管理調教師 | 馬主                                 |
| ------ | -------------- | ------ | ----- | ------------------ | ---- | ------ | ------------ | ---------- | ------------------------------------ |
| 第1回  | 1953年11月22日 | 東京   | 2000m | チエリオ           | 牝3  | 2:06.0 | 阿部正太郎   | 田中和一郎 | 吉川英治                             |
| 第2回  | 1954年11月23日 | 東京   | 2000m | マイドリーム       | 牝3  | 2:08.1 | 坂本栄三郎   | 内藤潔     | 中島哲三郎                           |
| 第3回  | 1955年11月27日 | 東京   | 1600m | トウセイ           | 牝3  | 1:41.0 | 保田隆芳     | 尾形藤吉   | 岩崎新太郎                           |
| 第4回  | 1956年12月9日  | 東京   | 1600m | スプリングサン     | 牝4  | 1:40.4 | 小野定夫     | 矢野幸夫   | 古知政市                             |
| 第5回  | 1957年12月8日  | 東京   | 1600m | ミツル             | 牝4  | 1:40.0 | 野平祐二     | 尾形藤吉   | 永田雅一                             |
| 第6回  | 1958年12月7日  | 東京   | 1600m | タジマ             | 牝3  | 1:39.3 | 野平祐二     | 野平省三   | 田島将光                             |
| 第7回  | 1959年11月22日 | 東京   | 1600m | ハタフオード       | 牝5  | 1:38.4 | 保田隆芳     | 尾形藤吉   | 川内安忠                             |
| 第8回  | 1960年11月20日 | 東京   | 1600m | ヴアイオレツト     | 牝3  | 1:38.2 | 野平祐二     | 野平省三   | 佐藤金作                             |
| 第9回  | 1961年11月19日 | 東京   | 1600m | クリバン           | 牝3  | 1:38.3 | 保田隆芳     | 尾形藤吉   | 栗林友二                             |
| 第10回 | 1962年11月18日 | 東京   | 1600m | キクノハタ         | 牝3  | 1:38.4 | 丸目敏栄     | 橋本輝雄   | 富田菊枝                             |
| 第11回 | 1963年11月17日 | 東京   | 1600m | ヒンドソネラ       | 牝3  | 1:37.3 | 山岡忞       | 山岡寿恵次 | 増田伝三郎                           |
| 第12回 | 1964年11月15日 | 東京   | 1600m | フラワーウツド     | 牝3  | 1:38.6 | 久保田秀次郎 | 尾形藤吉   | 永田雅一                             |
| 第13回 | 1965年11月28日 | 東京   | 1600m | フラワーウツド     | 牝4  | 1:38.5 | 久保田秀次郎 | 尾形藤吉   | 永田雅一                             |
| 第14回 | 1966年11月6日  | 中山   | 1600m | キヨトミ           | 牝4  | 1:36.2 | 野平祐二     | 田村駿仁   | 清峯隆                               |
| 第15回 | 1967年11月5日  | 中山   | 1600m | キヨズキ           | 牝4  | 1:38.0 | 松本善登     | 内田繁三   | 植中清                               |
| 第16回 | 1968年12月1日  | 東京   | 1600m | ハクセツ           | 牝3  | 1:37.6 | 岡部幸雄     | 高橋英夫   | 中村勝五郎                           |
| 第17回 | 1969年11月23日 | 東京   | 1600m | スイートフラッグ   | 牝5  | 1:40.9 | 野平祐二     | 野平省三   | 和田共弘                             |
| 第18回 | 1970年12月27日 | 中山   | 1600m | ハーバーゲイム     | 牝3  | 1:36.0 | 野平祐二     | 野平省三   | 小川乕三                             |
| 第19回 | 1971年10月31日 | 東京   | 1600m | トウメイ           | 牝5  | 1:38.2 | 清水英次     | 坂田正行   | 近藤克夫                             |
| 第20回 | 1972年10月29日 | 東京   | 1600m | トクザクラ         | 牝3  | 1:35.6 | 田村正光     | 梶与四松   | （有）徳間牧場                       |
| 第21回 | 1973年10月28日 | 東京   | 1600m | リンネルンド       | 牝3  | 1:39.0 | 作田誠二     | 見上恒芳   | 樋口一成                             |
| 第22回 | 1974年10月27日 | 中山   | 1600m | カミノチドリ       | 牝5  | 1:37.5 | 増沢末夫     | 高橋英夫   | 保手浜弘規                           |
| 第23回 | 1975年10月26日 | 東京   | 1600m | アンセルモ         | 牝3  | 1:36.3 | 坂井千明     | 諏訪富三   | 石川秀明                             |
| 第24回 | 1976年10月31日 | 中山   | 1600m | ベロナスポート     | 牝3  | 1:36.1 | 赤羽秀男     | 森末之助   | （有）ターフ・スポート               |
| 第25回 | 1977年10月30日 | 中山   | 1600m | セーヌスポート     | 牝3  | 1:35.0 | 大崎昭一     | 稲葉幸夫   | （有）ターフ・スポート               |
| 第26回 | 1978年10月29日 | 中山   | 1600m | モデルスポート     | 牝3  | 1:34.7 | 西野桂       | 矢野進     | （有）ターフ・スポート               |
| 第27回 | 1979年10月28日 | 中山   | 1600m | サニーフラワー     | 牝4  | 1:34.7 | 岡部幸雄     | 伊藤雄二   | 山本慎一                             |
| 第28回 | 1980年10月26日 | 東京   | 1600m | ジュウジアロー     | 牝3  | 1:38.1 | 安田富男     | 加藤修甫   | 岡田充司                             |
| 第29回 | 1981年10月11日 | 東京   | 1600m | ブロケード         | 牝3  | 1:35.1 | 柴田政人     | 高松邦男   | 伊達秀和                             |
| 第30回 | 1982年10月17日 | 東京   | 1600m | スイートネイティブ | 牝5  | 1:35.4 | 岡部幸雄     | 野平祐二   | 和田共弘                             |
| 第31回 | 1983年10月16日 | 東京   | 1600m | ダニッシュガール   | 牝4  | 1:37.6 | 岡部幸雄     | 土門一美   | 鳥居茂三                             |
| 第32回 | 1984年10月14日 | 東京   | 1600m | ダイナマイン       | 牝4  | 1:35.5 | 柴崎勇       | 矢野進     | （有）社台レースホース               |
| 第33回 | 1985年10月13日 | 東京   | 1600m | ウエスタンファイブ | 牝3  | 1:35.0 | 東信二       | 境勝太郎   | （株）西川                           |
| 第34回 | 1986年10月12日 | 東京   | 1600m | ダイナフェアリー   | 牝3  | 1:35.3 | 仁平健二     | 鈴木康弘   | （有）社台レースホース               |
| 第35回 | 1987年10月18日 | 東京   | 1600m | ラブシックブルース | 牝5  | 1:33.5 | 杉浦宏昭     | 二本柳俊夫 | （株）タイヘイ牧場                   |
| 第36回 | 1988年10月16日 | 東京   | 1600m | ダイナアルテミス   | 牝4  | 1:35.3 | 安田富男     | 松山吉三郎 | （有）社台レースホース               |
| 第37回 | 1989年10月15日 | 東京   | 1600m | ルイジアナピット   | 牝4  | 1:33.9 | 柴田善臣     | 中村好夫   | 大島秀元                             |
| 第38回 | 1990年10月14日 | 東京   | 1600m | ヒカルダンサー     | 牝4  | 1:33.1 | 加藤和宏     | 稗田敏男   | 中脇満                               |
| 第39回 | 1991年10月13日 | 東京   | 1600m | リストレーション   | 牝5  | 1:36.3 | 郷原洋行     | 柄崎孝     | （有）社台レースホース               |
| 第40回 | 1992年10月18日 | 東京   | 1600m | ジャニス           | 牝4  | 1:33.9 | 加藤和宏     | 野平祐二   | 矢野和雅                             |
| 第41回 | 1993年10月17日 | 東京   | 1600m | ノースフライト     | 牝3  | 1:34.7 | 角田晃一     | 加藤敬二   | （有）大北牧場                       |
| 第42回 | 1994年10月16日 | 東京   | 1600m | ホッカイセレス     | 牝4  | 1:32.8 | A.ムンロ     | 伊藤正徳   | 石田宏 石田英雄                      |
| 第43回 | 1995年10月15日 | 東京   | 1600m | サマニベッピン     | 牝5  | 1:34.2 | 土肥幸広     | 加藤敬二   | （有）関澤産業                       |
| 第44回 | 1996年10月13日 | 東京   | 1800m | サクラキャンドル   | 牝4  | 1:46.0 | 蛯名正義     | 境勝太郎   | （株）さくらコマース                 |
| 第45回 | 1997年10月12日 | 東京   | 1800m | クロカミ           | 牝4  | 1:46.3 | 岡部幸雄     | 松山康久   | 溝本儀三男                           |
| 第46回 | 1998年10月18日 | 東京   | 1800m | メジロドーベル     | 牝4  | 1:49.3 | 吉田豊       | 大久保洋吉 | メジロ商事（株）                     |
| 第47回 | 1999年10月17日 | 東京   | 1800m | エリモエクセル     | 牝4  | 1:47.5 | 的場均       | 加藤敬二   | 山本慎一                             |
| 第48回 | 2000年10月15日 | 東京   | 1800m | トゥザヴィクトリー | 牝4  | 1:48.3 | 四位洋文     | 池江泰郎   | 金子真人                             |
| 第49回 | 2001年10月14日 | 東京   | 1800m | マルカキャンディ   | 牝5  | 1:45.6 | 福永祐一     | 北橋修二   | 河長産業（株）                       |
| 第50回 | 2002年10月13日 | 中山   | 1800m | ダイヤモンドビコー | 牝4  | 1:46.0 | 加藤和宏     | 藤沢和雄   | 大迫忍                               |
| 第51回 | 2003年10月19日 | 東京   | 1800m | レディパステル     | 牝5  | 1:46.6 | 蛯名正義     | 田中清隆   | （株）ロードホースクラブ             |
| 第52回 | 2004年10月17日 | 東京   | 1800m | オースミハルカ     | 牝4  | 1:46.2 | 川島信二     | 安藤正敏   | 山路秀則                             |
| 第53回 | 2005年10月16日 | 東京   | 1800m | ヤマニンアラバスタ | 牝4  | 1:46.7 | 江田照男     | 星野忍     | 土井肇                               |
| 第54回 | 2006年10月15日 | 東京   | 1800m | デアリングハート   | 牝4  | 1:47.5 | 後藤浩輝     | 藤原英昭   | （有）社台レースホース               |
| 第55回 | 2007年10月14日 | 東京   | 1800m | デアリングハート   | 牝5  | 1:45.4 | 藤田伸二     | 藤原英昭   | （有）社台レースホース               |
| 第56回 | 2008年10月19日 | 東京   | 1800m | ブルーメンブラット | 牝5  | 1:45.5 | 吉田豊       | 石坂正     | （有）キャロットファーム             |
| 第57回 | 2009年10月18日 | 東京   | 1800m | ムードインディゴ   | 牝4  | 1:44.6 | 田中勝春     | 友道康夫   | 金子真人ホールディングス（株）       |
| 第58回 | 2010年10月17日 | 東京   | 1800m | テイエムオーロラ   | 牝4  | 1:46.4 | 国分恭介     | 五十嵐忠男 | 竹園正繼                             |
| 第59回 | 2011年10月16日 | 東京   | 1800m | イタリアンレッド   | 牝5  | 1:46.8 | 中舘英二     | 石坂正     | （株）東京ホースレーシング           |
| 第60回 | 2012年10月13日 | 東京   | 1800m | マイネイサベル     | 牝4  | 1:45.5 | 松岡正海     | 水野貴広   | （株）サラブレッドクラブ・ラフィアン |
| 第61回 | 2013年10月14日 | 東京   | 1800m | ホエールキャプチャ | 牝5  | 1:48.8 | 蛯名正義     | 田中清隆   | 嶋田賢                               |
| 第62回 | 2014年10月18日 | 東京   | 1800m | ディアデラマドレ   | 牝4  | 1:45.7 | 藤岡康太     | 角居勝彦   | （有）キャロットファーム             |
| 第63回 | 2015年10月17日 | 東京   | 1800m | ノボリディアーナ   | 牝5  | 1:46.3 | C.ルメール   | 松永昌博   | 原田豊                               |
| 第64回 | 2016年10月15日 | 東京   | 1800m | クイーンズリング   | 牝4  | 1:46.6 | M.デムーロ   | 吉村圭司   | 吉田千津                             |
| 第65回 | 2017年10月14日 | 東京   | 1800m | クロコスミア       | 牝4  | 1:48.1 | 岩田康誠     | 西浦勝一   | 大塚亮一                             |
| 第66回 | 2018年10月13日 | 東京   | 1800m | ディアドラ         | 牝4  | 1:44.7 | C.ルメール   | 橋田満     | 森田藤治                             |
| 第67回 | 2019年10月14日 | 東京   | 1800m | スカーレットカラー | 牝4  | 1:44.5 | 岩田康誠     | 高橋亮     | 前田幸治                             |
| 第68回 | 2020年10月17日 | 東京   | 1800m | サラキア           | 牝5  | 1:48.5 | 北村友一     | 池添学     | （有）シルクレーシング               |
| 第69回 | 2021年10月16日 | 東京   | 1800m | シャドウディーヴァ | 牝5  | 1:45.6 | 福永祐一     | 斎藤誠     | （株）スリーエイチレーシング         |
| 第70回 | 2022年10月15日 | 東京   | 1800m | イズジョーノキセキ | 牝5  | 1:44.5 | 岩田康誠     | 石坂公一   | 泉一郎                               |
| 第71回 | 2023年10月14日 | 東京   | 1800m | ディヴィーナ       | 牝5  | 1:46.1 | M.デムーロ   | 友道康夫   | 佐々木主浩                           |
| 第72回 | 2024年10月14日 | 東京   | 1800m | ブレイディヴェーグ | 牝4  | 1:44.7 | C.ルメール   | 宮田敬介   | （有）サンデーレーシング             |
| 第73回 | 2025年6月22日  | 東京   | 1800m | セキトバイースト   | 牝4  | 1:46.0 | 浜中俊       | 四位洋文   | TNレーシング                         |